# Andrea Papini
Andrea Papini (Bologna, 27 febbraio 1948) è un politico italiano.

## Biografia

### Elezione a deputato
Alle elezioni politiche del 2006 viene eletto deputato della XV legislatura della Repubblica Italiana nella circoscrizione XI Emilia-Romagna per L'Ulivo.